# Cable Curie
El cable Curie es un cable submarino de telecomunicaciones que va entre California y Valparaíso, Chile. Va a conectar también a Panamá. Es de propiedad de Alphabet, empresa matriz de Google. Tiene una longitud aproximada de 10.476 Km. y está compuesto por 4 pares de fibras. Tendrá una capacidad inicial de 72 Tbps.
Lleva su nombre en honor a Marie Curie, la única persona que ganó dos premios Nobel en dos disciplinas distintas.

## Puntos de Amarre
Los puntos de amarre son:
- El Segundo, California
- Valparaíso, Chile
- Balboa, Panamá[6]

La empresa confirmó que el cable tendrá un tercer punto de aterrizaje en Panamá, que será desplegado por la misma empresa que está construyendo el cable.
El objetivo es mejorar la conectividad del centro de datos de Google que está ubicado en Santiago.
Google anunció en noviembre de 2019 el fin del despliegue y las pruebas y el cable entró en operación comercial en 2020.
Este cable es parte de 13 cables submarinos que Google está instalando.